# Lchamdżawyn Dechlee
Lchamdżawyn Dechlee (mong. Лхамжавын Дэхлээ; ur. 20 sierpnia 1937) – mongolski strzelec, olimpijczyk. 
Brał udział w igrzyskach olimpijskich w 1964 (Tokio). Wystąpił wówczas w strzelaniu z karabinu dowolnego w trzech pozycjach z odl. 300 metrów, w którym zajął 24. miejsce (na 30 strzelców). 

## Wyniki olimpijskie
| Igrzyska | Konkurencja                               | Wynik | Miejsce    | Źródło |
| -------- | ----------------------------------------- | --- | ---------- | ------ |
| IO 1964  | Karabin dowolny, trzy postawy, 300 metrów | 1070 punktów W pozycji leżącej – 371 pkt. (90-95-90-96) W pozycji klęczącej – 356 pkt. (88-92-88-88) W pozycji stojącej – 343 pkt. (85-87-88-83) | 24 (na 30) | [ 1 ]  |